# Sigrid Kunath
Sigrid Elisabeth Kunath (Crespo, 6 de junio de 1969), es una abogada, notaria y política argentina, perteneciente al Partido Justicialista. Entre 2013 y 2019 fue senadora de la Nación Argentina por la Provincia de Entre Ríos. Fue Convencional Constituyente en la Reforma de la Constitución entrerriana de 2008, donde presidió la Comisión de Redacción y Revisión. Desde 2003 es Apoderada Legal del Partido Justicialista de Entre Ríos e integrante de la Junta Electoral de dicha fuerza desde 2005, y además es Congresal provincial y nacional del PJ.
Entre sus principales líneas de trabajo se destacan la producción legislativa con perspectiva de género, la prevención y erradicación de las violencias en todas sus formas, la lucha por los derechos de las mujeres, la no discriminación y la igualdad de género. Es autora, entre otras normas, de la Ley 27.206 de Respeto a los tiempos de las víctimas sobre ampliación de la prescripción en casos de abuso sexual infantil y trata.

## Biografía

### Comienzos
Sigrid Kunath nació el 6 de junio de 1969 en la localidad entrerriana de Crespo. Vivió durante su infancia en las ciudades de Villa Paranacito y Gualeguaychú y actualmente reside en Paraná, la capital provincial.
Terminó sus estudios primarios y secundarios egresando con el título Bachiller en Letras del Colegio “Malvina Seguí de Clavarino” de Gualeguaychú. Cursó la carrera de Abogacía en la Facultad de Ciencias Jurídicas y Sociales de la Universidad Nacional del Litoral (UNL), de la ciudad de Santa Fe, de donde egresó en el año 1995. En la misma institución realizó sus estudios de posgrado, recibiendo el título de Notaria en el año 2002. Luego, cursó la Maestría en Ciencias de la Legislación de la Universidad del Salvador, desarrollada en la Legislatura de Entre Ríos.

### Funcionaria del gobierno de Entre Ríos (1989-2013)
Desempeñó distintos roles tanto en la Legislatura como en el Ejecutivo Provincial. Comenzó trabajando en la Honorable Cámara de Diputados de Entre Ríos desde el año 1989 hasta 1998, donde fue designada Secretaría de Cámara en ese mismo cuerpo. Desde 1999 hasta 2003 se desempeñó en el Bloque de Diputados Justicialistas y en 2003 fue Secretaria de Cámara del Senado de la Provincia de Entre Ríos, cargo que ocupó hasta 2007.
En 2007, el gobernador Sergio Urribarri la designó como Secretaria General y de Relaciones Institucionales de la Gobernación de Entre Ríos, para la articulación entre los distintos estamentos provinciales, de coordinación de las relaciones regionales y de cooperación internacional de dicha provincia. Fue desde ese cargo donde comienza a trabajar con los temas relacionados con la prevención de la violencia y defensa y promoción de los derechos de las mujeres, en especial a través del Consejo de Prevención de Violencia (COPREV), un organismo creado por Urribarri para la articulación de las políticas de prevención y erradicación de la violencia de género, familiar, escolar y laboral en toda la provincia.

### Senadora nacional (2013-2019)
Entre los temas prioritarios de su trabajo legislativo desde que asumió su banca en diciembre de 2013, se destacan las iniciativas que tienen que ver con la prevención y erradicación de las violencias; con la seguridad y lucha contra el narcotráfico; la inclusión social y ampliación de Derechos; la defensa de los Derechos del Consumidor y los referidos a gestiones para la provincia de Entre Ríos.
Desde 2015 preside la Comisión de Seguridad Interior y Narcotráfico de la Cámara Alta y es Vicepresidenta de la Comisión Bicameral de Reforma Del Estado y del Seguimiento de Las Privatizaciones (Ley 23.696). Además, es vocal de 13 Comisiones, 7 Permanentes y 6 Bicamerales. También es miembro suplente de la Unidad de Enlace Parlamento del Mercosur, el Parlamento del Mercosur (Ley 26.146) y el Consejo Federal para La Lucha Contra la Trata y Explotación de Personas y para la Protección y Asistencia a las Víctimas.
Entre los proyectos de ley de su autoría que fueron sancionados de forma definitiva se encuentran las leyes: 
- N° 27.206 de Respeto al tiempo de las víctimas, que suspende el plazo de la prescripción en delitos de abuso sexual infantil y trata de personas hasta el momento de la denuncia o hasta que el menor, una vez cumplida la mayoría de edad, ratifique la denuncia hecha por su representante;
- N° 27.176 que instituye el 11 de marzo como el “Día Nacional de la Lucha contra la Violencia de Género en los Medios de Comunicación”.
- N° 27.287 de creación de un nuevo Sistema Nacional de Gestión de Riesgos (SINAGIR), por el que se establece un marco normativo unificado para regular a nivel nacional la gestión del riesgo
- N° 27.283 de creación del Consejo Federal de Precursores Químicos, órgano asesor en el que están representadas todas las provincias, para el control de los precursores químicos y su posible desvío para la producción ilegal de drogas sintéticas o de diseño
- N° 27.286 de Prórroga del Programa Nacional de Entrega Voluntaria de Armas de Fuego creado por la ley 26.216.

Entre los proyectos con media sanción se encuentran: 
- modificación de las leyes 26.485 y 24.417, estableciendo un mecanismo de prevención para los casos donde agentes de fuerzas policiales y de seguridad sean denunciados por violencia contra las mujeres, por ejemplo promoviendo el desarme de agentes denunciados como violentos;
- creación de una ayuda económica para mujeres afectas por la violencia doméstica y que se encuentren en situaciones de vulnerabilidad social;
- modificación del Art. 76 Bis del Código Penal, para impedir la suspensión del juicio a prueba, o probation, sea admisible cuando medie violencia de género;
- tipificación como delito al incumplimiento de resoluciones judiciales en protección de las víctimas de violencia de género y familiar;
- creación del Plan Nacional de Cuidadoras y Cuidadores Domiciliarios;
- creación de un Régimen Previsional Especial para Trabajadoras y Trabajadores del Ámbito Doméstico No Remunerados;
- disponer a la Multidiscapacidad y la Sordoceguera como entidades únicas en las definiciones de discapacidad y en la descripción de sus distintas categorías

Asimismo, por su gestión, la provincia de Entre Ríos firmó con Unicef Argentina y la Fundación IPNA un convenio de promoción sobre el Certificado Único de Discapacidad, para el mayor acceso a este derecho de niños, niñas y adolescentes con discapacidad.
Recientemente se pronunció a favor del proyecto de ley de Interrupción Voluntaria del Embarazo, presentado por décima vez ante el Parlamento argentino.